# Boortoren

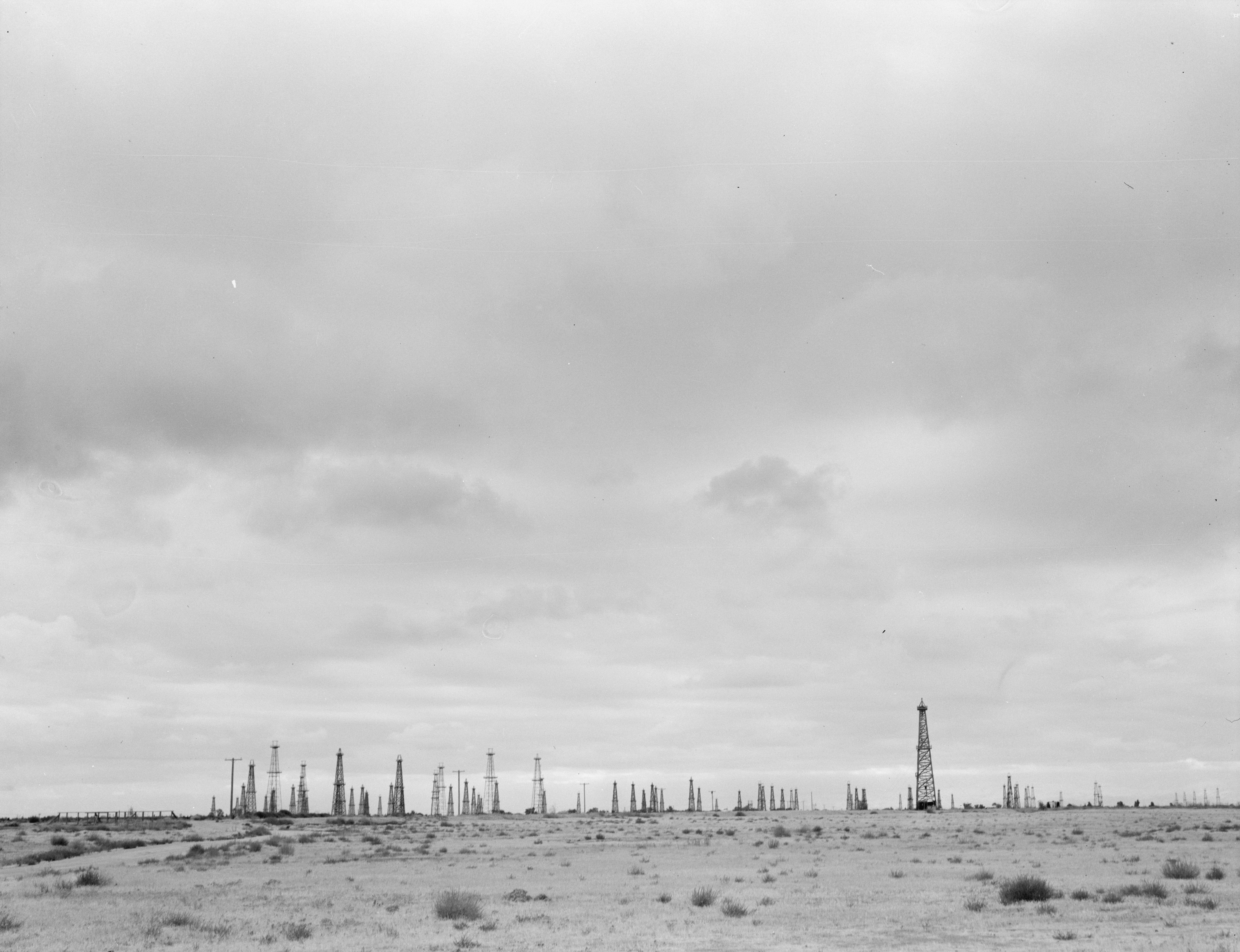
Boortorens in Californië, 1938

Een boortoren is een vrijstaande torenvormige installatie waarmee naar aardolie, aardgas, steenzout of water wordt geboord in het aardoppervlak.

## Werking
De boortoren dient om met de boorstangen (drill strings) rechtstandig te kunnen boren en om verbuizingen (casings) te plaatsen die het boorgat afsluiten van het omringende gesteente. Nadat het aan te boren doel, meestal de koolwaterstofhoudende formatie of "reservoir" is bereikt, wordt de toren weggehaald, althans in Europa. In de Verenigde Staten wordt dit vaak vanwege economische redenen en de soepelere milieuwetgeving achterwege gelaten. Daarbij zijn de druk en de viscositeit van de in Europa gewonnen aardoliën en de in Amerika gewonnen olie verschillend en moet de doorgaans "dikke" (hoge viscositeit) olie in Europa omhoog gepompt worden. Hiervoor moet boven het boorgat een jaknikker geplaatst worden die de olie naar boven pompt.

## Opbouw

Schema van een boortoren

Een boortoren bestaat uit een aantal onderdelen, van onder naar boven gezien:
- Afsluiters (Christmas Tree of blow-out preventer)
- Boorvloeistofafwatering (mud line)
- Boorvloer (drill floor, gewoonlijk synoniem met kelly bushing of rotary table)
- Boorstangen (drill strings), bij het plaatsen van de verbuizingen (casings) hangen die op deze plaats

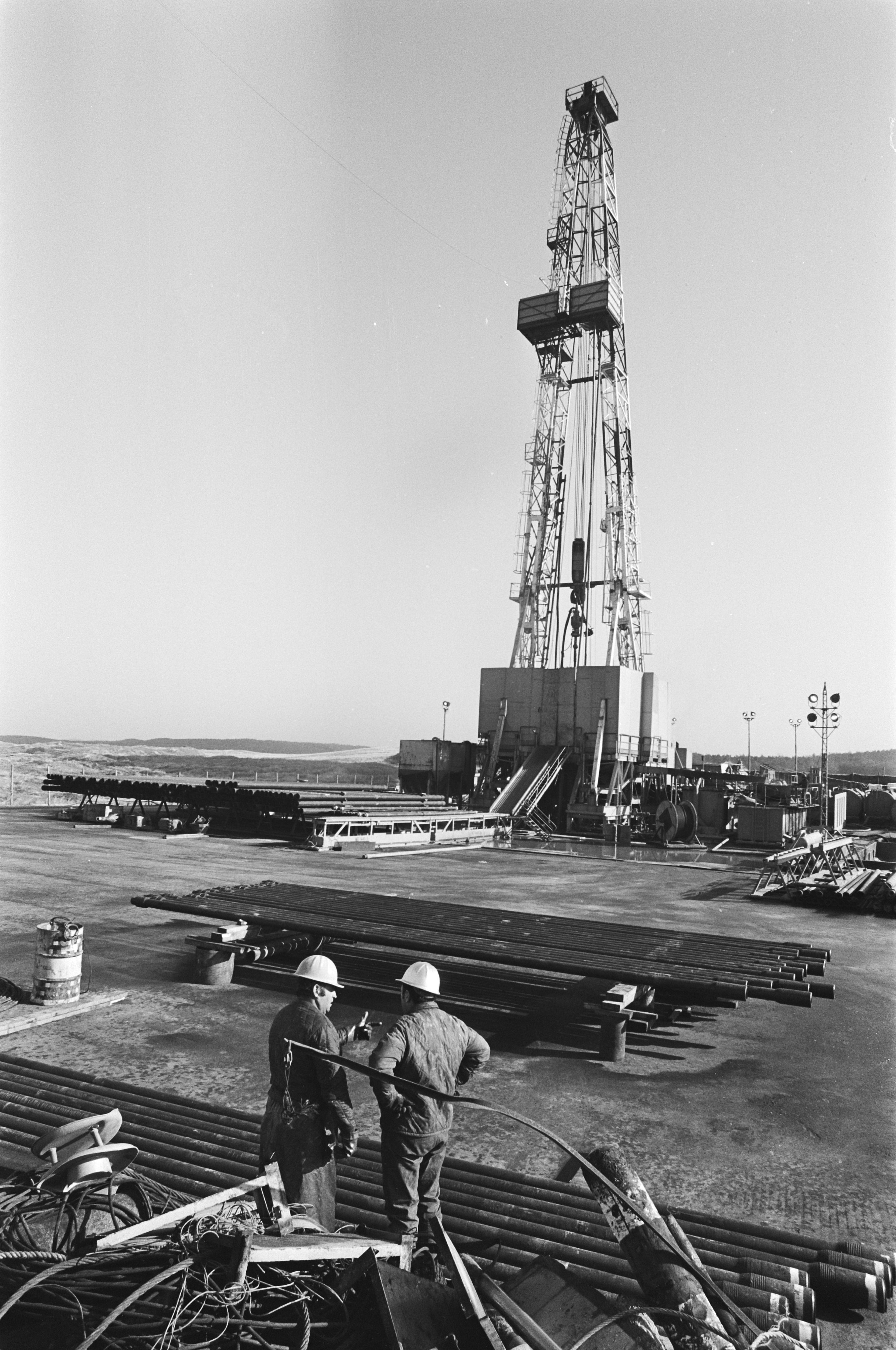
Boortoren in duinen Bergen aan Zee (Amoco) 1976

- Aandrijving (top drive)

## Technieken
Moderne technieken maken het mogelijk om ook gedevieerd (onder een hoek) te boren, zodat de locatie van de boortoren niet precies boven het aan te boren reservoir hoeft te staan. Ook voor hoog viskeuze olie kan deze methode gebruikt worden, meestal wordt door middel van water, of meer recent gas- of stoominjectie de olie minder viskeus gemaakt, waardoor het makkelijker naar boven komt.

## Geschiedenis
De zakenman en zoutboorder Edwin Drake startte in 1859 samen met zijn twee zoons een boorbedrijf, en 27 augustus 1859 geldt als het begin van de aardolie-economie, toen de Smiths op 21 meter diepte olie in Pennsylvania aantroffen. Een belangrijk pionier op het gebied van de techniek was ook de Duitser Anton Raky , die in 1894 patent verkreeg op een verbeterd type boortoren, waarmee honderden meters diep geboord kon worden. Boortorens naar zijn ontwerp werden vanaf plm. 1900 o.a. toegepast bij boringen naar aardolie en diverse soorten ertsen in Rusland, Roemenië en Duitsland (o.a.  te Erkelenz en Wietze)
Toch gaat de geschiedenis van de boortoren verder terug; volgens Chinese geschriften werden in de provincie Sichuan al in de vroege Han-dynastie (206 v.Chr.) diepe boringen voor het winnen van zout gedaan. Daarbij werd als nevenproduct aardolie en aardgas gewonnen. Het aardgas transporteerde men via pijpleidingen van bamboe. Men bereikte in China in de tweede eeuw voor Christus reeds diepten van 666 meter.
Latere aantekeningen van aardgas en aardolie winningen vinden we in de "Kroniek van Setsjwan" die omstreeks 347 n.Chr. door Hua Yang Chih werd samengesteld. In 1637 vatte Sung Ying-Hsing de kennis van de techniek samen in zijn wetenschappelijk standaardwerk, de "Tien Kung Khai Wu". De Franse missionaris P. Imbert geeft ons een ooggetuigenis uit het jaar 1829 van dergelijke boringen: "Voordat men aan een boring begon, plaatste men eerst enkele vierkante stenen met daarin een ronde opening op de plek waar de boring moest geschieden. Daarboven bouwde men met bamboestokken een boortoren. De boring zelf werd volgens de slagboormethode verricht. Dat gebeurde als volgt: een boorblok in de vorm van een vissenstaart, dat een gewicht had van 150 tot 200 kilogram, werd met een touw opgetrokken en vervolgens met volle kracht neergelaten. Door deze "heimethode" met mensen en ossenkracht werd het boorblok langzaam de grond ingedreven. Als men een diepte van 100 meter had bereikt, werd het boorgat met buizen bekleed. De buizen bestonden uit bamboestengels die men had gespleten en omwikkeld met linnen bestreken met kalk en houtolie. Dan boorde men soms 10 jaar verder met kleinere beitels. Op deze manier konden buitengewone diepten worden bereikt."